# Winter Hill
Winter Hill är en kulle i Storbritannien.   Den ligger i kommunen Blackburn with Darwen och riksdelen England, i den centrala delen av landet, 280 km nordväst om huvudstaden London. Toppen på Winter Hill är 455 meter över havet.
Terrängen runt Winter Hill är varierad. Runt Winter Hill är det mycket tätbefolkat, med 1 886 invånare per kvadratkilometer. Närmaste större samhälle är Preston, 19,2 km nordväst om Winter Hill. Runt Winter Hill är det i huvudsak tätbebyggt.